# Phyllachora hendrickxii
Phyllachora hendrickxii är en svampart som beskrevs av Hansf. 1947. Phyllachora hendrickxii ingår i släktet Phyllachora och familjen Phyllachoraceae.   Inga underarter finns listade i Catalogue of Life.